# Panônia Superior
Panônia Superior ou Alta Panônia ou ainda Panônia Maior foi uma antiga província romana localizada na região da Panônia. Ela foi formada em algum momento entre 107 e 120 d.C., quando a província da Panônia foi dividida em duas, a Panônia Superior e a Panônia Inferior. 
Seu território abrangia partes da moderna Hungria, Áustria, Croácia, Eslovênia, Bósnia e Herzegovina e Eslováquia.
Em 296, depois da reforma administrativa do imperador Diocleciano (r. 284-305), ela foi dividida novamente, desta vez nas novas províncias da Panônia Prima e Panônia Sávia. A Panônia Inferior também foi dividida para formar a Panônia Secunda e a Panônia Valéria. A divisão se consolidou a partir do reinado de Constantino (r. 306-337).

## Cidades mais importantes
Algumas das cidades mais importantes da região eram:
- Andautônia (Ščitarjevo, Croácia)
- Águas Bálisas (Daruvar, Croácia)
- Arrabona (Győr, Hungria)
- Iovia ou Iovia Botivo (Ludbreg, Croácia)
- Petóvio (Ptuj, Eslovênia)
- Savária ou Sabária (Szombathely, Hungria)
- Escarbância (Sopron, Hungria)
- Serbino ou Servício (Gradiška, Bósnia e Herzegovina)
- Siscia (Sisak, Croácia)
- Vindobona (Viena, Áustria)

## Utilização do nome depois do século IV
Entre c. 796 e 828/830, o termo "Panônia Superior" (ou "Alta Panônia"), um território de influência franca, era uma referência à moderna Hungria ocidental, ou seja, a antiga Panônia Superior ao norte do rio Drava e a leste da Carantânia e Krain. Daí em diante, o termo era uma referência à região ao norte do Rába e para leste de Tulln. O nome também apareceu muito depois como uma referência a um território similar, mas muito maior: Otão de Frisinga, em sua "Crônica" (6, 15), utiliza-o para designar a Áustria propriamente dita no século XII.